# Elsa Salfity
Elsa Salfity (Salta, Argentina, 2 de marzo de 1931 - Salta, 15 de febrero de 2004) fue una escultora salteña pionera de la corriente americanista en la escultura argentina. También se dedicó a la docencia y a la investigación del arte precolombino. Se destacó por sus obras en la vía pública y museos de su ciudad natal. Su mural más conocido es el realizado en cerámica y dedicado a Fray Mamerto Esquiú, que se encuentra en la fachada derecha de la Basílica Menor San Francisco.

## Formación profesional
Hija de inmigrantes, su padre Salomón Salfity nacido en Jordania; su madre Badie Saade, oriunda de Zgharta, Líbano. 
Se formó en la Escuela Provincial de Bellas Artes Tomás Cabrera de la que egresó en 1956 con el título de Profesora de Dibujo con especialidad en escultura. Se considera que fue “el exponente más representativo de la escultura salteña del siglo XX”. En una entrevista que le hicieron, hacia el final de su vida, recordaba que de pequeña jugaba mucho con las piedras de todos tamaños y colores, hacía torres y figuras y que eso la acercó a ese lado tridimensional del arte. En el campo de la escultura discurrió desde el lleno escultórico que dominó los primeros años de su trabajo, durante la década de 1950 hasta los años 60, y que vuelve a aparecer con formas nuevas, renovadas, en la década de 1990 con sus esculturas de la serie América, inspiradas en los tótems y apachetas de las culturas prehispánicas.

## Obra en la vía pública
Durante la década de 1970 realizó varias obras para la vía pública: el mural con bajorrelieves en cerámica, dedicado a Fray Mamerto Esquiú, en la fachada lateral derecha de la Basílica Menor San Francisco y el Emblema del Séptimo Congreso Eucarístico Nacional, realizado en bronce y que se encuentra en la intersección de la avenida Bicentenario de la Batalla de Salta y General Güemes. 
De acuerdo con un relevamiento realizado por las áreas de Patrimonio e Investigación del Museo de Bellas Artes de Salta, las obras de Elsa Salfity que se encuentran emplazadas en lugares públicos son las siguientes:

### En museos
- Danza Ritual III (escultura conformada por tres piezas y realizadas en cemento vaciado blanco patinado); Pachamama III (escultura en una pieza realizada en cemento vaciado gris patinado); Pachamama (escultura en una pieza realizada en cemento vaciado negro patinado); Carretilla (escultura en bronce) y Carretilla (grabado monocopia). Museo de Bellas Artes de Salta.
- Ronda, escultura realizada en cemento. Museo de la Ciudad Casa de Hernández.
- Alrededor de cincuenta frottages de petroglifos. Museo Histórico del Norte, Cabildo de Salta.

### En la vía pública
- Mural en relieve cerámico en homenaje a Fray Mamerto Esquiú. Fachada lateral del Convento San Francisco de la ciudad de Salta.[3]
- Etapas de la Salvación. Mural en relieve cerámico. Fachada de la iglesia Nuestra Señora del Tránsito.
- Emblema del VII Congreso Eucarístico Nacional, realizado en bronce. Esquina Paseo Güemes y Av. Bicentenario de la Batalla de Salta.[8]
- Busto del General Martín Miguel de Güemes. Plaza principal de la localidad de San Carlos, provincia de Salta.

### Patrimonio eclesiástico
- Ángel. Escultura realizada en cemento, patio del Convento San Francisco de la ciudad de Salta.
- Nuestra Señora de Lourdes. Imagen realizada en cemento. Jardín de iglesia Nuestra Señora del Tránsito.
- Ángeles custodios. Dos relieves en cemento patinado, sobre la tumba de Monseñor Riso Patrón. Templo del Seminario Conciliar de la ciudad de Salta.

### Otros
- Busto del poeta Juan Carlos Dávalos. Escuela Provincial de Bellas Artes Tomás Cabrera.

## Docencia
Desde 1953 hasta 1980 trabajó como docente de Educación Plástica en escuelas secundarias, como la Escuela Normal Gral. Manuel Belgrano y el Colegio Nacional Dr. Antonio de Castro. Brindó cursos y conferencias en la Facultad de Artes y Ciencias de la Universidad Católica de Salta, en el Centro de Estudios Hispanoamericanos y en la Casa de la Cultura de Salta, entre otras instituciones.
En la Escuela de Bellas Artes Tomás Cabrera ejerció las cátedras de Fundamentos Visuales, Morfología, Pintura y Dibujo. Desde 1976 a 1979 asumió la dirección y llevó adelante una importante labor al elevarla a nivel terciario, ya que desde su creación no otorgaba título habilitante a sus egresados. A partir de 1978 se transforma, entonces, en Instituto de Formación Docente de Nivel Terciario. También en esos años gestionó la construcción de un edificio propio en la calle España 785 . 
Viajó con una beca de perfeccionamiento docente otorgada por la Dirección General de Cultura de Salta a Francia y España. Ya en Europa visitó también Italia e Inglaterra. En el continente americano realizó viajes de estudio a Perú, Bolivia, Uruguay y Brasil. En 1969 participó de un relevamiento de petroglifos de la provincia mediante la técnica del Frottage. Dicho relevamiento formó parte de un estudio llevado adelante por Carlos Luis "Pajita" García Bes y la artista porteña Blanca Pastor y culminó con una muestra en el Museo Nacional de Bellas Artes el mismo año. Más tarde, los frotagges fueron donados al Museo Histórico del Norte que funciona en el Cabildo de Salta.
El 24 de mayo de 2007, mediante la Resolución N° 1.141 del Ministerio de Educación de la provincia de Salta, se otorgó el nombre Elsa Salfity a la Escuela N° 4775 ubicada en barrio Siglo XXI de la ciudad de Salta, en consideración de su amplia trayectoria en el arte, la docencia y de su mérito artístico.

## Exposiciones individuales
- Galería de Arte Van Riel, Buenos Aires, 1969. Con el auspicio de la Dirección de Cultura de la Provincia de Salta y con el apoyo del Fondo Nacional de las Artes.
- El Círculo, Salta, 1972. Con el auspicio de la Comisión de Festejos de las Bodas de Plata de la Escuela Hipólito Irigoyen.
- Daunt, Tucumán, 1974. Con el auspicio del Departamento de Artes de la Universidad Nacional de Tucumán.
- Interieur Forma S.A., Buenos Aires, 1976. Con motivo de la inauguración de su nuevo Salón de Exposición en Florida 927.
- Gema, Salta, 1984. Salón Privado de Arte. Dibujos y Esculturas. Presentación, con el auspicio de la Universidad Nacional de Salta, Departamento de Artes, de una carpeta con bocetos preparatorios del mural en homenaje a Fray Mamerto Esquiú, en el Convento San Francisco de Salta.
- Tucumán, Córdoba y Buenos Aires. 1993. Exposiciones de “Esculturas de la Serie América”.

## Exhibiciones en homenaje a la artista
Durante el mes de abril de 2003 Elsa Salfity fue homenajeada con una exhibición que llevó al Museo de Bellas Artes de Salta, por entonces ubicado en la casona colonial de Arias Rengel (calle La Florida 20) una muestra retrospectiva con esculturas de sus diferentes etapas. Esta muestra se realizó en el marco del XXVII Abril Cultural Salteño, un mes dedicado al arte y a la cultura de Salta, organizado por ProCultura Salta y el gobierno de la provincia. Del 14 de junio al 9 de julio de 2012 se realizó en el Museo de Bellas Artes de Salta (en su actual ubicación de avenida Belgrano 992)  una segunda muestra homenaje a la artista. En esta oportunidad se expuso una selección de sus obras más representativas en diálogo con elementos de su vida en taller como bocetos, moldes, herramientas, en el afán de mantener su obra vigente para las nuevas generaciones. En 2019, en la muestra titulada Una historia de la imaginación en la Argentina, el Museo Moderno de Buenos Aires expuso diez bocetos para escultura en arcilla y uno en bronce realizados por la artista entre 1991 y 1992. El 31 de marzo de 2023 se inauguró la muestra Salfity Pública, una investigación del equipo del Museo de Bellas Artes de Salta que rastreó su vital presencia en las calles de Salta y en colecciones públicas. Esta investigación recibió una beca Activar Patrimonio del Ministerio de Cultura de Argentina.

## Premios y reconocimientos
El siguiente listado indica los premios y honores otorgados a la artista: 
- Premio de honor, 1952. Segundo Salón nacional de estudiantes de Artes Plásticas. Dirección de Cultura del Ministerio de Educación de la Nación.
- Segundo Premio, 1967. Concurso nacional de maquetas para el monumento al poeta Juan Carlos Dávalos. Fondo Nacional de las Artes.
- Tercer Premio, 1968. Segundo Salón rotativo del noroeste argentino, Salta. Dirección de Cultura de la Provincia de Salta.
- Segundo Premio, 1969. Tercer Salón rotativo del noroeste argentino, Santiago del Estero. Dirección de Cultura de Santiago del Estero.
- Segundo Premio, 1969. Segundo Salón municipal de Artes Plásticas de Salta. Municipalidad de Salta.
- Primer Premio, 1969. Primer Salón Anual de Artes Plásticas de la Provincia de Salta. Dirección de Cultura de la Provincia de Salta.
- Medalla de oro, 1970. Décimo quinto Salón de Tucumán para el ámbito nacional, Tucumán. Departamento de Artes Plásticas del Consejo provincial de Difusión Cultural de Tucumán.
- Primer premio, 1970. Cuarto Salón rotativo de Artes Plásticas del noroeste argentino, La Rioja. Dirección de Cultura de La Rioja.
- Premio Mención, 1970. Certamen Nacional de Esculturas de la Municipalidad de Godoy Cruz, Mendoza.
- Segundo Premio, 1971. Tercer Salón de Artes Plásticas de la Provincia de Salta. Dirección de Cultura de la Provincia de Salta.
- Segundo premio, 1971. Quinto Salón rotativo del noroeste argentino, Catamarca. Dirección de Cultura de Catamarca.
- Tercer Premio, 1973. Segundo Concurso de Artistas Visuales del interior del país, Buenos Aires. Municipalidad de la ciudad de Buenos Aires.
- Premio único, 1973. Concurso Nacional para el Escudo Oficial del Séptimo Congreso Eucarístico Nacional realizado en Salta. Comisión Oficial del Séptimo Congreso Eucarístico.
- Primer Premio, 1977. Octavo Salón anual de Artes Plásticas de la Provincia de Salta. Dirección de Cultura de la Provincia de Salta.
- Premio al Mérito Artístico, 1989. Instituido por ley n.° 6475 del año 1988, otorgado por el Gobierno de la Provincia de Salta y refrendada por el Gobernador de la Provincia por decreto n.° 1035 del 10 de junio de 1989.[1]
- Galardón “Gala de los Cinco Siglos”, 1990. Salón de Arte “Jorge Martorell” del Instituto Superior de Estudios e Investigaciones Corales y Folklóricas de Salta.
- Gran Premio de Honor en el Décimo cuarto Salón Provincial de Artes Plásticas. Especialidad Escultura. 1993.
- Concejo Deliberante de Salta. 8 de marzo. Día Internacional de la Mujer. 1994.
- Ministerio de Educación. Secretaría de Cultura de la Provincia de Salta. “Al Asesor de Artes Plásticas”. Diciembre 1996.
- Distinción UGARIT’97. Club Sirio de Buenos Aires. Mención especial - Categoría C - Arte.
- Cámara de Diputados de la Nación. Comisión de Homenaje Parlamentario a la Mujer Argentina. “Mujer destacada en el ámbito nacional”. 1999.
- Escuela n.° 4741 Dr. Gustavo “Cuchi” Leguizamón. Salta. Imposición del nombre “Elsa Salfity” en un aula en homenaje a su destacada trayectoria. Noviembre de 2001.
- Imposición del nombre “Elsa Salfity” a la Escuela n.° 4775 ubicada en el barrio Siglo XXI de la ciudad de Salta, mediante Resolución Ministerial n.° 1141. Mayo de 2007.[10]